# Lwin Moe Aung
Lwin Moe Aung (birmanisch လွင်မိုးအောင်; * 10. Dezember 1999 in Amarapura) ist ein myanmarischer Fußballspieler.

## Karriere

### Verein
Lwin Moe Aung stand von 2018 bis August 2022 beim ISPE FC unter Vertrag. Der Verein aus Mandalay spielte in der zweiten Liga des Landes. Die Saison 2019 wurde er an Ayeyawady United ausgeliehen. Der Verein aus Pathein spielte in der ersten Liga des Landes, der Myanmar National League. 2019 wurde er mit dem Verein Vizemeister. 2021 erfolgte eine Leihe zum Erstligisten Yangon United. Im August 2022 wechselte er nach Thailand. Hier unterschrieb er in Rayong einen Vertrag beim Zweitligisten Rayong FC. Die Saison 2023/24 wurde er mit Rayong Tabellendritter und qualifizierte sich somit für die Aufstiegsspiele zur ersten Liga. Hier konnte man sich gegen den Nakhon Si United FC durchsetzen und stieg in die erste Liga auf. Nach insgesamt 82 Ligaspielen, in denen er 21 Treffer erzielte, wurde sein Vertrag im Sommer 2025 nicht verlängert. Im August 2025 nahm ihn der Zweitligist Mahasarakham SBT FC unter Vertrag.

### Nationalmannschaft
Lwin Moe Aung spielte 2019 einmal für die myanmarische U23-Nationalmannschaft. Seit 2018 ist er Bestandteil der myanmarischen A-Nationalmannschaft.